# ليلى كنعان
ليلى كنعان (1981 -)، مخرجة لبنانية ولدت في صيدا، لبنان. أخرجت عددا من الأغاني المصورة لعدة من الفنانين منهم نانسي عجرم وهيفاء وهبي وديانا حداد. في عام 2012 أعلنت اعتزال إخراج الفيديو الكليب.

## الحياة الشخصية
في 30 يوليو 2011، تزوجت وديع كنعان صفي الدين.

## أعمالها
| الأغنية    | الألبوم    | كلمات           | تلحين       | توزيع          | آداء       | إنتاج         | سنة  |
| ---------- | ---------- | --------------- | ----------- | -------------- | ---------- | ------------- | ---- |
| إنت مني    | إنت مني    | هاني عبد الكريم | أحمد الهرمي | جان ماري رياشي | يارا       | ميلودي ميوزيك | 2009 |
| بحبك وداري | بحبك وداري | أحمد شتا        | محمود خيامي | جان ماري رياشي | مادلين مطر | روتانا        | 2005 |

- حاسة بيك نانسي عجرم 2017
- كلمة حب صوفيا المريخ 2007
- عادي ديانا حداد 2007
- الديو الشهير ماس لولي ديانا حداد وشاب خالد 2006
- ما تقولش لحد هيفاء وهبي 2008
- بابا فين & لما الشمس تروح هيفاء وهبي 2009

## وصلات خارجية
- الموقع الرسمي
- ليلى كنعان على موقع IMDb (الإنجليزية)
- ليلى كنعان على موقع قاعدة بيانات الأفلام العربية